# Kallioletto (klippa)
Kallioletto är en klippa i Finland.   Den ligger i kommunen Nystad i den ekonomiska regionen Nystadsregionen och landskapet Egentliga Finland, i den sydvästra delen av landet, 220 km väster om huvudstaden Helsingfors. Kallioletto ligger 1 meter över havet.
Terrängen runt Kallioletto är mycket platt. Havet är nära Kallioletto åt nordväst. Runt Kallioletto är det ganska glesbefolkat, med 34 invånare per kvadratkilometer. Närmaste större samhälle är Nystad, 17,3 km söder om Kallioletto. 